# Lila Moss
Lila Grace Moss Hack, född 29 september 2002 i London, är en brittisk fotomodell. Hon är dotter till fotomodellen Kate Moss och tidningsförläggaren Jefferson Hack, samt systerdotter till fotomodellen Lottie Moss. Hon rankas för tillfället (september 2024) som "topp 50" på modellhemsidan models.com.
Lila Moss började arbeta som fotomodell vid fjorton års ålder, precis som modern Kate en gång i tiden gjorde. Hon har typ 1-diabetes, vilket hon har haft sedan hon var ett litet barn. Hon studerar  på Parsons School of Design i New York.